# オールド・ボーイズ・ネットワーク
オールド・ボーイズ・ネットワーク（英: Old boy network; OBN）は、男性中心の組織文化や人間関係などを表す用語である。おやじネットワークともいう。
オールド・ボーイズ・ネットワークが強固な組織では、男性中心の独特の閉鎖性・排他性によって多様性が失われ、女性の活躍やイノベーションが阻害される。そのため、日本では2020年頃から見直す機運が高まっており、2022年には新語・流行語大賞にノミネートされた。

## 用語
この用語は元々、イギリスのパブリックスクールに通っていた上流階級のOBの間での社会的・経済的な繋がりを指していた。しかし現在ではより一般に、組織内での閉鎖的な仕組みも指している。
企業には各組織内で培われてきた独特の文化や約束事、人間関係などがある。それらは多数派である男性社員の間で暗黙のうちに築かれる。具体的には、例えば「男性同士の雑談やコネ・人脈で物事が進む」「たばこ部屋・飲み会・ゴルフでの話が決定事項になる」といったことが挙げられる。こうした明文化されていない非公式で排他的な仕組みがオールド・ボーイズ・ネットワークである。

## 各国の状況

### イギリス
イギリスでは主に、イートン・グループやラグビー・グループなどのパブリックスクールで教育を受けた同窓生の間においてオールド・ボーイズ・ネットワークが存在すると考えられている。ただし、多数のOB・OGを輩出する教育機関ではどこでも、そのようなネットワークは多少なりとも存在する。
政府や企業などでの高い地位においてそうしたOBが多数を占めていることの原因として、オールド・ボーイズ・ネットワークはしばしば批判される。例えば、イギリスの首相のうち26人はハロウスクールかイートン・カレッジのOBである。実際、特定の教育機関に進学することはイギリスの支配階級・上位中産階級にとって典型的なことである。『フューチャー・ファースト』と呼ばれる組織は、公立学校で教育を受けた生徒はそのようなネットワークを利用するよう推奨している。

### 日本
日本では、少なくとも2002年には厚生労働省の「女性の活躍推進協議会報告書」でオールド・ボーイズ・ネットワークに言及されていることが確認できる。それ以降も、女性の活躍を推進するために国家政策や企業戦略の場で言及されてきた。